# Chủ nghĩa tư bản độc quyền nhà nước
Học thuyết chủ nghĩa tư bản độc quyền nhà nước (cũng được gọi là stamocap)) ban đầu là một học thuyết Mác-xít được phổ biến sau Thế chiến II. Lenin đã tuyên bố vào năm 1916 rằng Chiến tranh thế giới thứ nhất đã biến đổi chủ nghĩa tư bản thành chủ nghĩa tư bản độc quyền, nhưng ông đã không xuất bản bất kỳ học thuyết mở rộng nào về chủ đề này. Thuật ngữ đề cập đến một môi trường mà nhà nước can thiệp vào nền kinh tế để bảo vệ các doanh nghiệp độc quyền hoặc độc quyền lớn hơn khỏi các mối đe dọa. Như được hình thành bởi Lenin trong cuốn sách nhỏ của ông cùng tên, lý thuyết nhằm mục đích mô tả giai đoạn lịch sử cuối cùng của chủ nghĩa tư bản, trong đó ông tin rằng chủ nghĩa đế quốc  biểu hiện giai đoạn cao nhất của chủ nghĩa tư bản.
Đôi khi khái niệm này cũng xuất hiện trong lý thuyết tân Chủ nghĩa Trotsky của chủ nghĩa tư bản nhà nước cũng như trong các lý thuyết chống nhà nước tự do chủ nghĩa. Các phân tích được thực hiện thường là giống hệt nhau trong ở các đặc điểm chính, nhưng kết luận chính trị rất khác nhau được rút ra từ nó.

## Luận đề chính
Luận điểm chủ nghĩa Mác-Lênin chính là các doanh nghiệp lớn, đã đạt được một vị trí độc quyền ở hầu hết các thị trường quan trọng, liên kết với bộ máy chính phủ. Để tại ra các tập đoàn độc quyền, theo đó các quan chức chính phủ nhằm mục đích cung cấp khuôn khổ xã hội và pháp lý trong đó các tập đoàn khổng lồ có thể hoạt động hiệu quả nhất..
Đây là mối quan hệ đối tác chặt chẽ giữa doanh nghiệp lớn và chính phủ, và người ta lập luận rằng mục tiêu là tích hợp hoàn toàn công đoàn trong quan hệ đối tác đó.
Lenin khẳng định trong Nhà nước và Cách mạng (1917) rằng chủ nghĩa tư bản độc quyền nhà nước không nên bị nhầm lẫn với chủ nghĩa xã hội nhà nước..

## Các phiên bản của học thuyết
Các phiên bản khác nhau của ý tưởng này được xây dựng bởi các nhà kinh tế của Đảng Cộng sản Liên Xô (ví dụ, Eugen Varga), Đảng Cộng sản Xã hội chủ nghĩa Đông Đức, Đảng Cộng sản Pháp (ví dụ, Paul Boccara), Đảng Cộng sản Anh (ví dụ, Ben Fine và Laurence Harris), và Đảng Cộng sản Hoa Kỳ của Mỹ (ví dụ, Victor Perlo).

## Ý nghĩa chính trị
Kể từ khi vốn độc quyền chiếm lĩnh thế giới, nó đã giữ phần lớn nhân loại trong nghèo đói, chia tất cả lợi nhuận giữa các nhóm các nước mạnh nhất. Tiêu chuẩn sống ở những quốc gia này dựa trên sự nghèo đói cùng cực của các quốc gia chúng ta.— Che Guevara, 1965

Ý nghĩa chính trị chiến lược của lý thuyết cho người Mác-Lênin, vào cuối thời kỳ Joseph Stalin và sau đó, là phong trào lao động nên hình thành liên minh dân chủ của nhân dân dưới sự lãnh đạo của Đảng Cộng sản với các tầng lớp trung lưu tiến bộ và doanh nghiệp nhỏ, chống lại nhà nước và doanh nghiệp lớn (gọi tắt là "độc quyền"). Đôi khi liên minh này còn được gọi là "liên minh chống độc quyền".

## Học thuyết Neo Trotskyist
Tuy nhiên, trong học thuyết Trotskyist, một liên minh như vậy đã bị từ chối vì dựa trên chiến lược sai lệch về mặt trận phổ biến, hoặc về cơ hội chính trị, không tương thích với cuộc cách mạng vĩnh viễn hoặc nguyên tắc hành động chính trị độc lập.
Nhà nước trong các xã hội kiểu Xô viết đã được xác định lại bởi các tân Trotskyist cũng như nhà tư bản độc quyền của nhà nước. Không có sự khác biệt, theo quan điểm của họ, giữa phương Tây và phương Đông về vấn đề này. Do đó, một số loại cuộc cách mạng chống quan liêu được cho là bắt buộc, nhưng các nhóm Trotskyist khác nhau cãi nhau về hình thức cuộc cách mạng như thế sẽ cần phải thực hiện, hoặc có thể thực hiện.
Một số Trotskyists tin rằng cuộc cách mạng chống quan liêu sẽ xảy ra một cách tự nhiên, chắc chắn và tự nhiên, những người khác tin rằng nó cần phải được tổ chức - mục đích là thiết lập một xã hội thuộc sở hữu và điều hành bởi tầng lớp lao động. Theo các tân Trotskyist, Đảng Cộng sản không thể đóng vai trò chủ đạo của nó, bởi vì nó không đại diện cho lợi ích của tầng lớp lao động.

## Thị trường vô chính phủ
Thị trường vô chính phủ thường chỉ trích các lực lượng neoliberal cho ứng dụng không phù hợp hoặc đạo đức giả của lý thuyết neoliberal về stamocap (chủ nghĩa tư bản độc quyền nhà nước); rằng trong những mâu thuẫn đó tồn tại cơ sở của các đặc quyền được nhà nước bảo đảm chọn lọc tiếp tục cho giới tinh hoa tân binh.

## Chủ nghĩa cộng sản Châu Âu
Khái niệm này ở mức độ lớn hoặc bị sửa đổi hoặc bị bỏ rơi trong thời đại của chủ nghĩa Âu châu, bởi vì người ta tin rằng bộ máy nhà nước có thể được cải cách để phản ánh lợi ích của đa số lao động. Nói cách khác, sự hợp nhất giữa nhà nước và doanh nghiệp lớn được đề cập trước đó không quá chặt chẽ đến mức không thể hoàn tác được bởi một phong trào quần chúng từ bên dưới, dưới sự lãnh đạo của Đảng Cộng sản (hoặc ủy ban trung ương).

## Các chỉ trích
Khi Varga giới thiệu lý thuyết, các nhà kinh tế học Stalinist chính thống đã tấn công nó không tương thích với học thuyết rằng quy hoạch nhà nước là một đặc điểm duy nhất của chủ nghĩa xã hội, và rằng "dưới chế độ quân chủ chủ nghĩa tư bản sản xuất."
Các nhà phê bình về lý thuyết (ví dụ, Ernest Mandel và Leo Kofler) đã tuyên bố rằng:
- Học thuyết ngụ ý sai rằng nhà nước bằng cách nào đó có thể vượt qua cạnh tranh giữa tư bản tư bản, luật chuyển động của chủ nghĩa tư bản và lực lượng thị trường nói chung, được cho là hủy bỏ hoạt động của luật giá trị.
- Học thuyết thiếu bất kỳ tài khoản phức tạp nào của cơ sở lớp học của nhà nước, và mối liên kết thực sự giữa chính phủ và giới tinh hoa. Nó đưa ra một cấu trúc thống trị nguyên khối mà trong thực tế không tồn tại theo cách đó.
- Học thuyết không giải thích được sự nổi lên của hệ tư tưởng tân tự do trong tầng lớp kinh doanh, trong đó tuyên bố chính xác rằng một mục tiêu xã hội quan trọng nên làm giảm ảnh hưởng của nhà nước đối với nền kinh tế. Tuy nhiên, chủ nghĩa neoliberal không phản đối việc làm cho các tiểu bang trở nên phụ thuộc vào mục đích của các tập đoàn lớn, trong cái được gọi là độc quyền do chính phủ cấp.
- Học thuyết không cho thấy rõ sự khác biệt giữa nhà nước xã hội chủ nghĩa và nhà nước tư sản, ngoại trừ ở một nước xã hội chủ nghĩa, Đảng Cộng sản (hay đúng hơn là ủy ban trung ương) đóng vai trò chính trị hàng đầu. Trong trường hợp đó, nội dung lớp của chính nhà nước được xác định hoàn toàn theo chính sách của đảng cầm quyền chính trị (hoặc ủy ban trung ương).

## Bài viết liên quan
- Chủ nghĩa tư bản
- Tư bản chủ nghĩa của sản xuất
- Chủ nghĩa tư bản thân hữu
- Cuối chủ nghĩa tư bản
- Chủ nghĩa tư bản Độc Quyền nhà nước
- Chủ nghĩa tư bản nhà nước
- Chính phủ-cấp độc quyền
- Supercapitalism
- Trắng Độc Quyền Vốn